# Cayo Mecenas

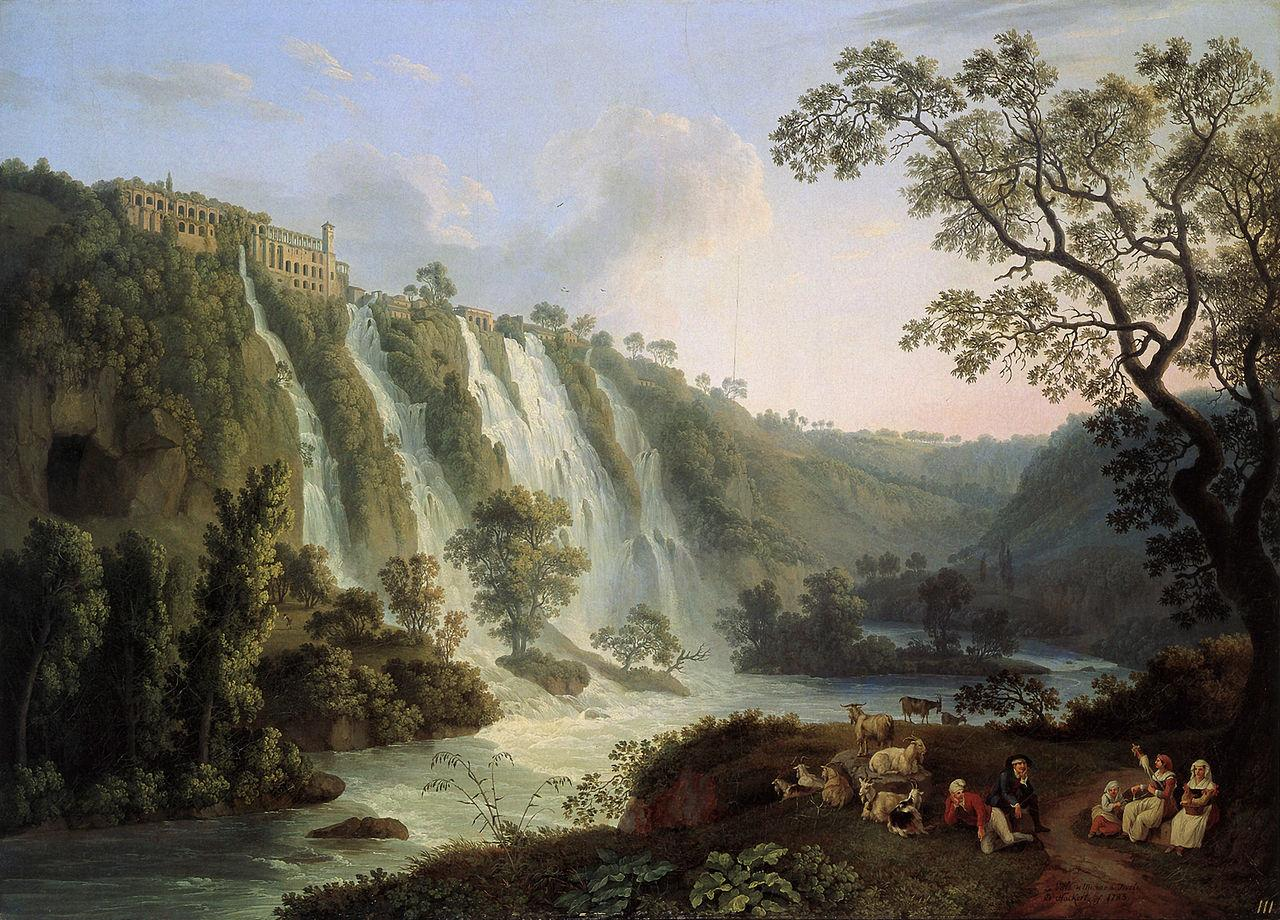
Villa de Mecenas con las cascadas en Tívoli. Jacob Philipp Hackert (1783).

Cayo o Gayo Mecenas  (c. 70-8 a. C.) noble romano de origen etrusco, confidente y consejero político de Augusto. Fue también un importante impulsor de las artes, protector de jóvenes talentos de la poesía y amigo de destacados autores como Virgilio y Horacio. Su dedicación artística acabó por hacer de su nombre, Mecenas, un sinónimo de aquel que fomenta y patrocina las actividades artísticas desinteresadamente.

## Vida
Sus vínculos con Octavio se remontan a los inicios de la carrera política de este. Ya en el año 44 a. C. lo ayudó a poner en pie el ejército con el que el futuro Augusto hizo valer sus derechos como vengador de Julio César. También estuvo a su lado durante la batalla de Filipos. Luego, actuó como su agente diplomático, interviniendo como mediador en los tratados de Brundisium (40 a. C.) y de Tarentum (37 a. C.) entre Octavio y los otros dos triunviros, Lépido y Marco Antonio. Hasta el año 23 a. C., Mecenas fue, junto con Marco Vipsanio Agripa, el más cercano colaborador de Augusto en las tareas de gobierno y su suplente en varias de sus ausencias de Roma. En los últimos años, su relación con el futuro emperador se fue enfriando, probablemente debido a un escarceo amoroso que Augusto tuvo con su esposa Terencia. No obstante, cuando Mecenas murió, señaló a Augusto como su único heredero.
Mecenas ha quedado ligado a la historia de la literatura por su apoyo y protección brindados a jóvenes poetas, como Horacio, al que descubrió (y al que llegó a obsequiar con una finca ubicada en las montañas sabinas), y como Virgilio, quien escribió sus Geórgicas en su honor. Otros poetas como Propercio, Lucio Vario Rufo, Plocio Tuca, Cayo Valgio Rufo o Domicio Marso fueron también sus protegidos.
El propio Mecenas escribió algunas obras, si bien su calidad no puede compararse a la de sus protegidos. De sus trabajos solo sobreviven una veintena de fragmentos, que incluyen diálogos como Symposium y el poema In Octaviam (Contra Octavia), cuyo contenido es incierto.

## Nombre
En ocasiones se da a Mecenas el nomen «Cilnio», información procedente de los Anales de Tácito, pero es un error.